# Tandem Gimnázium
A Tandem Gimnázium Budapest I. kerületében, Krisztinavárosban a Krisztina körút 61/B. szám alatt található oktatási intézmény. Az iskola négyosztályos gimnáziumi képzést nyújt a diákoknak, családi légkörben, a szülők szoros együttműködésével.

## Az épület története
Az 1944/45-ös tanévben kezdte meg a működését a 12. sz. Helyiipari Iskola az épületben, amit az 1970/71-es tanévtől Dallos Ida Ipari Szakmunkásképző Intézetnek hívtak. Az iskola 1999-ben Budapest XX. kerületébe, Pestszenterzsébetre költözött. A jelenlegi gimnázium 2015-ben kezdte meg működést az épületben.

## Az oktatás jellege
Családias légkörben, a szülők szoros együttműködésével nyújt az iskola tanulási, fejlődési lehetőséget az általános iskolát sikeresen elvégző gyerekek számára. Az iskola létszáma lehetővé teszi azon tanulók befogadását is, akik tanulás terén, közösségi kapcsolataik terén nehézségekbe ütköztek, esetleg kudarcaik is voltak, s ezért az átlagosnál több személyre szóló figyelmet, több türelmet, nagyobb odafigyelést igényelnek. 
Tanulási keretüket a középszintű érettségire történő felkészülés, felkészítés adja, amelyet az utolsó két évben plusz felkészítő órák egészítenek ki. Emelt szintű érettségire felkészítésére is van lehetőség. Szakképzett pszichopedagógus, fejlesztőpedagógusok, és szociálpedagógus dolgozik azon, hogy a más iskolák számára érettségire nehezen felkészíthető diákok is sikeres vizsgát tegyenek. Pedagógusaik olyan képesség-, részképesség-hiánnyal, zavarral küzdő diákok oktatására is alkalmasak, akik számára az érettségi vizsga csak álomnak tűnik.
Tantervi hálójukban a reggel 8:30 és 14 óra közötti időben zajlanak a kis osztálylétszámú tanórák, amelyeket egyéni, illetve kiscsoportos foglalkozások valamint szakkörök egészítenek ki. A 12 óra utáni sávban kapnak helyet a művészeti foglalkozások és a különböző sportolási lehetőségek. A 2023/24-es tanévtől két fontos területtel bővült az iskola kínálata, a gyerek járhatnak pszichológia, valamint animáció szakköre is.
Az iskola tornateremmel, kényelmesen berendezett klubszobával rendelkezik, amelyek lehetőséget nyújtanak a beltéri mozgás és helyigényes művészeti foglalkozások megtartására. 